# Тиргшору-Векі (комуна)
Тиргшору-Векі (рум. Târgșoru Vechi) — комуна у повіті Прахова в Румунії. До складу комуни входять такі села (дані про населення за 2002 рік):
- Заханауа (197 осіб)
- Стенчешть (844 особи)
- Стрежніку (5343 особи) — адміністративний центр комуни
- Тиргшору-Векі (2215 осіб)

Комуна розташована на відстані 54 км на північ від Бухареста, 6 км на південний захід від Плоєшті, 86 км на південь від Брашова.

## Населення
За даними перепису населення 2002 року у комуні проживали 8599 осіб.
Національний склад населення комуни:
| Національність | Кількість осіб | Відсоток |
| -------------- | -------------- | -------- |
| румуни         | 8595           | > 99,9%  |
| угорці         | 3              | < 0,1%   |
| цигани         | 1              | < 0,1%   |

Рідною мовою назвали:
| Мова      | Кількість осіб | Відсоток |
| --------- | -------------- | -------- |
| румунська | 8596           | > 99,9%  |
| угорська  | 2              | < 0,1%   |

Склад населення комуни за віросповіданням:
| Релігія            | Кількість осіб | Відсоток |
| ------------------ | -------------- | -------- |
| православні        | 7564           | 88,0%    |
| бретрени           | 702            | 8,2%     |
| п'ятдесятники      | 285            | 3,3%     |
| адвентисти         | 13             | 0,2%     |
| атеїсти            | 8              | 0,1%     |
| лютерани           | 5              | 0,1%     |
| баптисти           | 4              | < 0,1%   |
| реформати          | 1              | < 0,1%   |
| греко-католики     | 1              | < 0,1%   |
| не вказали релігію | 10             | 0,1%     |